# У затінку дівчат-квіток
«У затінку дівчат-квіток» (фр. À l'ombre des jeunes filles en fleurs) — другий роман з циклу «У пошуках утраченого часу» французького письменника Марселя Пруста. Вперше публікований у Франції 1919 року.
Роман «У затінку дівчат-квіток» критика зустріла доброзичливо. Книга мала успіх. 10 листопада 1919 р. Марселю Прусту присудили Гонкурівську премію. Роман Пруста зібрав більше голосів, ніж пацифістський роман Ролана Доржелеса «Дерев'яні хрести», що також претендував на цю відзнаку.

## З історії роману
Марсель Пруст працював над романом «У затінку дівчат-квіток» протягом декількох років. Задум роману сягає 1909 р., коли створювалася перша редакція роману «На Сванову сторону». 1914 року в червневому номері журналу «Нувель ревю франсез» були надруковані уривки з роману «У затінку дівчат-квіток» — опис першої поїздки героя в Бальбек. Водночас рукопис книги готувався до набору у видавця Грассе, котрий випустив за рік до цього першу книгу письменника. В період першої світової війни Пруст працює над текстом роману, ґрунтовно ним переробленого, і в 1918 (1919) році йому вдається надрукувати книгу у видавця Гастона Галлімара. 1920 року з'явилося друге видання роману, що носить сліди втручання в текст: хвороба змусила Пруста відмовитися від правки коректур і весь свій час і всі свої сили віддати написанню наступних томів циклу.

## Український переклад
Українською мовою роман переклав Анатоль Перепадя в 1998 році.

## Вплив на культуру

### Музика
- Український скрімо гурт oh, deer! восени 2017 року випустив свій останній реліз «Як перестати хвилюватися і полюбити війну»[2], перша композиція якого має назву «У затінку дівчат-квіток».[3]